# Goði
Pour les articles homonymes, voir Godi.
Dans l'Islande médiévale, un goði (transcrit godi, pluriel goðar, godar) est un chef de clan, doté de prérogatives juridiques et religieuses. Ils apparaissent fréquemment dans les sagas islandaises (parfois présentés, de façon quelque peu anachronique, comme des sortes de prêtres païens), certaines leur étant d'ailleurs consacrés, comme la Saga de Snorri le Godi, la Saga de Hrafnkell Godi-de-Freyr ou la Saga des chefs du Val-au-Lac.
Chefs politiques et religieux, les goðar (singulier goði), n’ont qu’un faible pouvoir exécutif et ne gouvernent pas d’unité territoriale. Ce ne sont pas des chefs militaires et ils ont un simple pouvoir de police et de règlement des conflits. Ils assoient leur autorité en possédant des objets de luxe importés, en donnant des banquets et en faisant des prêts ou des dons aux métayers dans le besoin. Ils ne perçoivent apparemment aucun impôt et tirent leurs revenus de l’exploitation de leurs terres par des esclaves, travailleurs sans terre ou métayers et de la location de propriétés ou de bétail. Leur participation privilégiée au processus juridique leur permet également d’acquérir des bénéfices parfois considérables versés par les bœndr ou par d’autres chefs qu’ils soutiennent dans les conflits et les procès. Ils jouent un rôle important dans la redistribution des richesses en rendant des services à leur clientèle. L’accroissement de leur pouvoir territorial est limité jusqu’à la fin du XIIe siècle par un système de contrôle mutuel. Les fermiers libres qui confient publiquement l’autorité à leur goði (thingmenn, singulier thingmaðr) peuvent ainsi la lui reprendre et la donner à d’autre.

## Origine
Le mot goði est étymologiquement lié aux mots du vieux norrois goð et guð qui signifient « dieu ». Dans l'ancienne Scandinavie de l'ère des Vikings (du VIIIe siècle au XIe siècle), la religion consistait essentiellement en pratiques rituelles qui étaient dévolues aux chefs de clan ou de famille ; appelé pour la circonstance goði, c'était donc un dignitaire « chargé de prérogatives sacrées : à la fois célébrer les sacrifices et proclamer la loi » . Dans une religion (mot qui n'existe pas en vieux norrois) sans dogme ni doctrine précise, ils ne constituent cependant pas une caste à part. Ils ne doivent pas être assimilés à des druides ou des prêtres (comme le feront les sagas écrites par des clercs XIIe siècle au XIVe siècle, après plusieurs siècles de christianisation, en se fondant sur des exemples bibliques ou latins).

## L'Islande
Les goðar, issus de la catégorie des grands boendr, les Storboendr (boendr, singulier bondi, désignant les paysans propriétaires libres) jouent un rôle prépondérant dans l'organisation de la société qui se forme pendant la colonisation de l'Islande (870-930), et notamment aux things, c'est-à-dire les assemblées saisonnières et en plein air des hommes libres. En 930, la communauté se donne des lois, et fondent l'Althing, auquel siègent 36 goðar (puis 39 à partir de 965), qui avec leurs conseillers forment l'assemblée législative, la lögretta, et nomment les jurys des affaires pendantes. Le goði vient au thing accompagné de ses thingmenn (singulier thingmaðr : « homme de thing »), qui reconnaissent son pouvoir et l'appuient dans les discussions, et dont le nombre détermine sa puissance et son influence.
Cette institutionnalisation va aboutir à la notion de goðorð, qui désigne le pouvoir du goði, ainsi que le groupe constitué du goði et de ses thingmenn. Si le goðorð est généralement attaché à un lieu ou à une famille, il n'est pas délimité géographiquement, et tout homme libre peut s'attacher par une sorte de serment d'allégeance au goði de son choix, et s'en séparer librement (il ne s'agit donc pas à proprement parler de vassalité). Le goði et ses thingmenn se doivent aide et assistance, ces derniers devant en outre l'hospitalité ainsi qu'une sorte d'impôt au goði pour qu'il se rende au thing, le « thingfararkaup qui pourrait bien recouvrir l'idée de hoftroll (terme ambigu et contesté, sens : dîme pour le temple), laquelle, elle aussi peut avoir eu cours dès les origines » ; Le goði doit assurer la paix parmi ses thingmenn, et fixe les prix des marchandises au port. Le goðorðsmaðr, c'est-à-dire le détenteur d'un goðorð (qui peut aussi être détenu à plusieurs), peut le vendre partiellement ou intégralement, et le transmettre à ses héritiers. Le goðord peut être possédé par une femme, même si le cas est rare. Selon les Grágás, si une femme en hérite, elle doit alors en confier la fonction à un homme
Le goði a aussi une fonction religieuse (le droit relevant de toute façon du sacré dans la civilisation nordique), et il est possible que certains aient voué un culte à une divinité particulière comme l'indique par exemple le surnom Freysgoði, « goði de Freyr ». Par contre les sagas qui les présentent comme des prêtres chargés d'un temple, comme la Saga de Snorri le Godi ou la Saga de Hrafnkell Godi-de-Freyr, s'inspirent probablement de modèle littéraires bibliques ou latins, l'archéologie n'ayant rien retrouvé qui ressemble à un temple dans la civilisation nordique.
Il est vraisemblable, même si l'on n'en a pas la preuve, que le goði intervenait dans les rites qui accompagnaient les grands moments de la vie (naissance, mariage, funérailles) ou des saisons (rites d'équinoxes et de solstices) ; il est toutefois « tentant de considérer que cette notion a eu un retentissement plus juridique que réellement religieux », cette évolution allant de pair avec celle de goði à goðordsmaðr .
La charge du goði (goðorð) est considérée comme une possession privée et est transmise généralement à un membre de sa famille, qui n’est pas nécessairement l’aîné des fils. Elle peut être vendue, partagée ou offerte, ce qui permet à un bóndi de devenir goði s’il en à l’ambition et garantit la stabilité politique.
Après la christianisation de l'Islande en 999, le lien entre pouvoirs temporel et spirituel, qui assure la prééminence des grands boendr sur l'île, perdure, les goðar ou leurs fils se faisant prêtres (le célibat des prêtres n'étant pas encore imposé), et possédant les églises et les biens attenant : on a ainsi une goðakirkja, une « église des goðar ». L'adoption de la dîme en 1096, va leur donner un surcroît de richesse et de pouvoir, jusqu'en 1190 où est décrétée l'interdiction pour les clercs de posséder église ou goðorð, 
Durant l'âge des Sturlungar (1220-1264), les dix-neuf principales familles de l'île vont se livrer à une lutte sans merci pour s'assurer la suprématie en rassemblant le plus possible de goðorðs, lutte qui aboutira à la perte de l'indépendance de l'État libre islandais au profit de la Norvège